# Arsi Harju
Arsi Ilari Harju (Kurikka, 18 marzo 1974) è un ex pesista finlandese.
Campione olimpico a Sydney 2000 con la misura di 21,29 m, il suo miglior lancio è stato tuttavia ottenuto nel corso delle qualifiche alla stessa manifestazione, quando Harju riuscì a lanciare 21,39 m.

## Biografia
Grazie al successo olimpico fu nominato Atleta Finlandese dell'Anno 2000.
Harju è inoltre ambasciatore nazionale dell'UNICEF per la Finlandia.
Nel 2011 è ritornato a gareggiare dopo un lungo stop di sei anni dalle competizioni. Il 21 maggio a Tucson ha lanciato il suo peso alla misura di 18,48 metri.

## Progressione

### Getto del peso outdoor
| Stagione | Risultato | Luogo      | Data      | Rank. Mond. |
| -------- | --------- | ---------- | --------- | ----------- |
| 2012     | 18,48 m   | Hämeenkyrö | 14-6-2012 | 195º        |
| 2011     | 18,48 m   | Tucson     | 21-5-2011 | 147º        |
| 2005     | 20,21 m   | Pori       | 15-7-2005 | 35º         |
| 2004     | 19,61 m   | Perho      | 19-9-2004 | 68º         |
| 2003     | 19,76 m   | Turku      | 15-6-2003 | 48º         |
| 2002     | 21,11 m   | Lapinlahti | 14-7-2002 | 9º          |
| 2001     | 20,98 m   | Lapinlahti | 22-7-2001 | 6º          |
| 2000     | 21,39 m   | Sydney     | 22-9-2000 | 7º          |
| 1999     | 20,60 m   | Hämeenkyrö | 14-8-1999 | 13º         |
| 1998     | 21,04 m   | Oulu       | 7-8-1998  | 4º          |
| 1997     | 20,66 m   | Hämeenkyrö | 6-7-1997  | 11º         |
| 1996     | 19,84 m   | Kaustinen  | 18-9-1996 | 28º         |
| 1995     | 19,58 m   | Kotka      | 25-7-1995 | 28º         |
| 1994     | 18,74 m   | Alajärvi   | 4-8-1994  | 70º         |
| 1993     | 18,40 m   | Hämeenkyrö | 1-7-1993  | -           |
| 1992     | 17,60 m   | Hämeenkyrö | 12-7-1992 | -           |
| 1991     | 16,38 m   | Tranås     | 24-8-1991 | -           |
| 1990     | 15,25 m   | Perho      | 25-8-1990 | -           |

### Getto del peso indoor
| Stagione | Risultato | Luogo    | Data      | Rank. Mond. |
| -------- | --------- | -------- | --------- | ----------- |
| 2003     | 21,00 m   | Korsholm | 10-2-2003 | 7º          |
| 2000     | 20,38 m   | Tampere  | 7-2-2000  | 12º         |
| 1999     | 20,43 m   | Tallinn  | 21-2-1999 | 11º         |
| 1998     | 20,53 m   | Valencia | 28-2-1998 | 10º         |
| 1997     | 20,16 m   | Tampere  | 2-3-1997  | 16º         |
| 1996     | 18,17 m   | Kuortane | 25-2-1996 | -           |
| 1995     | 18,41 m   | Kuortane | 29-1-1995 | -           |
| 1994     | 18,06 m   | Tampere  | 19-2-1994 | -           |
| 1993     | 17,99 m   | Kuopio   | 21-2-1993 | -           |
| 1992     | 16,04 m   | Kuortane | 26-1-1992 | -           |

## Palmarès
| Anno | Manifestazione    | Sede          | Evento         | Risultato | Misura  | Note                                     |
| ---- | ----------------- | ------------- | -------------- | --------- | ------- | ---------------------------------------- |
| 1992 | Mondiali juniores | Seul          | Getto del peso | 11º       | 16,94 m |                                          |
| 1993 | Europei juniores  | San Sebastián | Getto del peso | Bronzo    | 17,82 m |                                          |
| 1995 | Mondiali          | Göteborg      | Getto del peso | 17º       | 18,79 m |                                          |
| 1996 | Olimpiadi         | Atlanta       | Getto del peso | 18º       | 19,01 m |                                          |
| 1997 | Mondiali indoor   | Parigi        | Getto del peso | 8º        | 20,00 m |                                          |
| 1997 | Mondiali          | Atene         | Getto del peso | 15º       | 19,43 m |                                          |
| 1998 | Europei indoor    | Valencia      | Getto del peso | Bronzo    | 20,53 m | Miglior prestazione personale stagionale |
| 1998 | Europei           | Budapest      | Getto del peso | 9º        | 19,54 m |                                          |
| 1999 | Mondiali indoor   | Maebashi      | Getto del peso | 5º        | 20,38 m |                                          |
| 1999 | Mondiali          | Siviglia      | Getto del peso | 12º       | NM      |                                          |
| 2000 | Olimpiadi         | Sydney        | Getto del peso | Oro       | 21,29 m |                                          |
| 2001 | Mondiali          | Edmonton      | Getto del peso | Bronzo    | 20,93 m |                                          |
| 2002 | Europei           | Monaco        | Getto del peso | 4º        | 20,47 m |                                          |
| 2003 | Mondiali indoor   | Birmingham    | Getto del peso | 4º        | 20,96 m |                                          |

## Campionati nazionali
- 2 volte campione nazionale nel getto del peso (1998, 2000)
- 1 volta nel getto del peso indoor (1999)

1991
- 12º ai campionati nazionali finlandesi, getto del peso - 15,86 m

1992
- 5º ai campionati nazionali finlandesi, getto del peso - 17,27 m

1993
- Bronzo ai campionati nazionali finlandesi indoor, getto del peso - 17,99 m
- 4º ai campionati nazionali finlandesi indoor, getto del peso - 17,95 m

1994
- 5º ai campionati nazionali finlandesi indoor, getto del peso - 17,83 m
- 5º ai campionati nazionali finlandesi, getto del peso - 18,53 m

1995
- Bronzo ai campionati nazionali finlandesi, getto del peso - 19,41 m

1996
- Argento ai campionati nazionali finlandesi, getto del peso - 19,46 m

1997
- Argento ai campionati nazionali finlandesi indoor, getto del peso - 19,77 m
- Argento ai campionati nazionali finlandesi, getto del peso - 19,72 m

1998
- Argento ai campionati nazionali finlandesi indoor, getto del peso - 20,25 m
- Oro ai campionati nazionali finlandesi, getto del peso - 21,04 m

1999
- Oro ai campionati nazionali finlandesi indoor, getto del peso - 19,52 m

2000
- 4º ai campionati nazionali finlandesi indoor, getto del peso - 19,46 m
- Oro ai campionati nazionali finlandesi, getto del peso - 20,84 m

2001
- 4º ai campionati nazionali finlandesi, getto del peso - 19,61 m

2002
- 4º ai campionati nazionali finlandesi, getto del peso - 19,96 m

2003
- Argento ai campionati nazionali finlandesi indoor, getto del peso - 20,37 m
- 4º ai campionati nazionali finlandesi, getto del peso - 19,16 m

2005
- Argento ai campionati nazionali finlandesi, getto del peso - 20,21 m

2011
- 5º ai campionati nazionali finlandesi, getto del peso - 17,39 m

2012
- 4º ai campionati nazionali finlandesi, getto del peso - 17,51 m

## Altre competizioni internazionali
1998
- 9º al Meeting Areva ( Parigi, getto del peso - 19,52 m
- 5º agli FBK-Games ( Hengelo), getto del peso - 19,58 m
- Oro al Finlandia vs Svezia Match (-) ( Helsinki), getto del peso - 20,43 m

1999
- Oro in Coppa Europa (First League) ( Lahti), getto del peso - 20,54 m
- Oro al Finlandia vs Svezia Match (-) ( Göteborg), getto del peso - 19,69 m

2000
- 10º al Meeting Areva ( Parigi, getto del peso - 19,11 m
- 9º al Golden Gala ( Roma, getto del peso - 19,42 m
- Oro al Finlandia vs Svezia Match (-) ( Helsinki), getto del peso - 20,50 m

2001
- 5º all'Asics Grand Prix ( Helsinki), getto del peso - 19,73 m
- Argento in Coppa Europa (First League) ( Vaasa), getto del peso - 19,98 m
- Oro al Finlandia vs Svezia Match (-) ( Göteborg), getto del peso - 20,59 m
- 4º ai Goodwill Games ( Brisbane), getto del peso - 19,88 m

2002
- 11º all'Asics Grand Prix ( Helsinki), getto del peso - 19,41 m
- Argento al Finlandia vs Svezia Match (-) ( Helsinki), getto del peso - 20,23 m
- 7º al Meeting Internazionale Città di Rieti ( Rieti), getto del peso - 20,03 m

2003
- 7º agli FBK-games ( Hengelo), getto del peso - 19,70 m
- 7º all'Asics Grand Prix ( Helsinki), getto del peso - 18,43 m

2005
- 6º al GE Money Grand Prix ( Helsinki), getto del peso - 19,52 m

2011
- 5º al Finlandia vs Svezia Match (-) ( Helsinki), getto del peso - 17,71 m

## Riconoscimenti
- Nel 2000 è stato nominato atleta finlandese dell'anno.